# Andrew Clements
Andrew Elborn Clements (Camden, 29 maggio 1949 – Baldwin, 28 novembre 2019) è stato uno scrittore statunitense di narrativa per ragazzi.

## Biografia
Nato nel 1949 a Camden, New Jersey, da William Denney, Jr Clements e Doris Kruse, ha ottenuto un B.A. in letteratura inglese alla Northwestern University nel 1971 e un M.A. in educazione primaria alla National Louis University l'anno successivo.
Dopo aver lavorato come insegnante, songwriter e nell'industria del libro, ha esordito nel 1985 con l'album illustrato Bird Adalbert e in seguito ha ottenuto un buon successo con Drilla, uscito nel 1996 e premiato vent'anni dopo la sua pubblicazione con il Premio Phoenix.
Autore di una cinquantina di romanzi, nel 2007 ha ottenuto un Edgar Award con Room One: A Mystery or Two.
Clements è vissuto nel Maine con la moglie fino alla sua morte, avvenuta nel 2019 a Baldwin dopo una malattia a 70 anni.

## Vita privata
Sposatosi nel 1972 con Rebecca (Becky) Pierpont, la coppia ha avuto quattro figli: John Edward, Nathaniel James e i gemelli Charles Philip e George William.

## Opere tradotte in italiano
- Drilla[10] (Frindle, 1996), Milano, Bompiani, 1997 traduzione di Beatrice Masini, illustrazioni di Brian Selznick ISBN 88-452-3206-9.
- Il giornale di Landry (The Landry News, 1999), Milano, Fabbri, 2000 traduzione di Beatrice Masini ISBN 88-451-7823-4.
- Una storia di scuola (The School Story, 2001), Milano, Fabbri, 2002 traduzione di Beatrice Masini, illustrazioni di Brian Selznick ISBN 88-451-2826-1.
- Una settimana nei boschi (A Week in the Woods, 2002), Milano, Fabbri, 2004 traduzione di Giuditta Capella ISBN 88-451-0702-7.
- La pagella (The Report Card, 2004), Milano, Fabbri, 2005 traduzione di Elisa Puricelli Guerra ISBN 88-451-1367-1.
- Il gioco del silenzio (Talking, 2007), Milano, Rizzoli, 2010 traduzione di Serena Piazza ISBN 978-88-17-03817-1.
- Uno per due (Lost and Found, 2008), Milano, Rizzoli, 2011 traduzione di Serena Piazza ISBN 978-88-17-00032-1.
- Il club dei perdenti (The Losers Club, 2017), Milano, Rizzoli, 2018 traduzione di Valentina Daniele ISBN 978-88-17-10277-3.

## Premi e riconoscimenti
- Premio Edgar per il miglior libro per ragazzi: 2007 vincitore con Room One: A Mystery or Two
- Premio Phoenix: 2016 vincitore con Drilla